# Oliva de Plasencia
Oliva de Plasencia ist ein spanischer Ort und eine Gemeinde (municipio) mit 292 Einwohnern (Stand: 2024) in der Provinz Cáceres in der autonomen Gemeinschaft Extremadura. Neben dem Hauptort Oliva de Plasencia gehört der Weiler Almendral zur Gemeinde. 

## Lage und Klima
Oliva de Plasencia liegt knapp 80 km (Fahrtstrecke) nordnordöstlich der Provinzhauptstadt Cáceres in einer Höhe von ca. 415 m. Durch die Gemeinde führt die Autovía A-66.

## Bevölkerungsentwicklung
| Jahr      | 1900 | 1950 | 1970 | 1981 | 1991 | 2001 | 2011 | 2021 |
| Einwohner | 1049 | 1532 | 805  | 519  | 368  | 283  | 302  | 290  |

## Wirtschaft
Die Landwirtschaft incl. der Viehzucht (ganadería) bildet die Wirtschaftsgrundlage der Gemeinde; infolgedessen haben sich einige kleinere verarbeitende Betriebe angesiedelt.

## Sehenswürdigkeiten
- römische Ruinen von Cáparra
- Blasiuskirche
- Herrenhaus der Grafen von Oliva

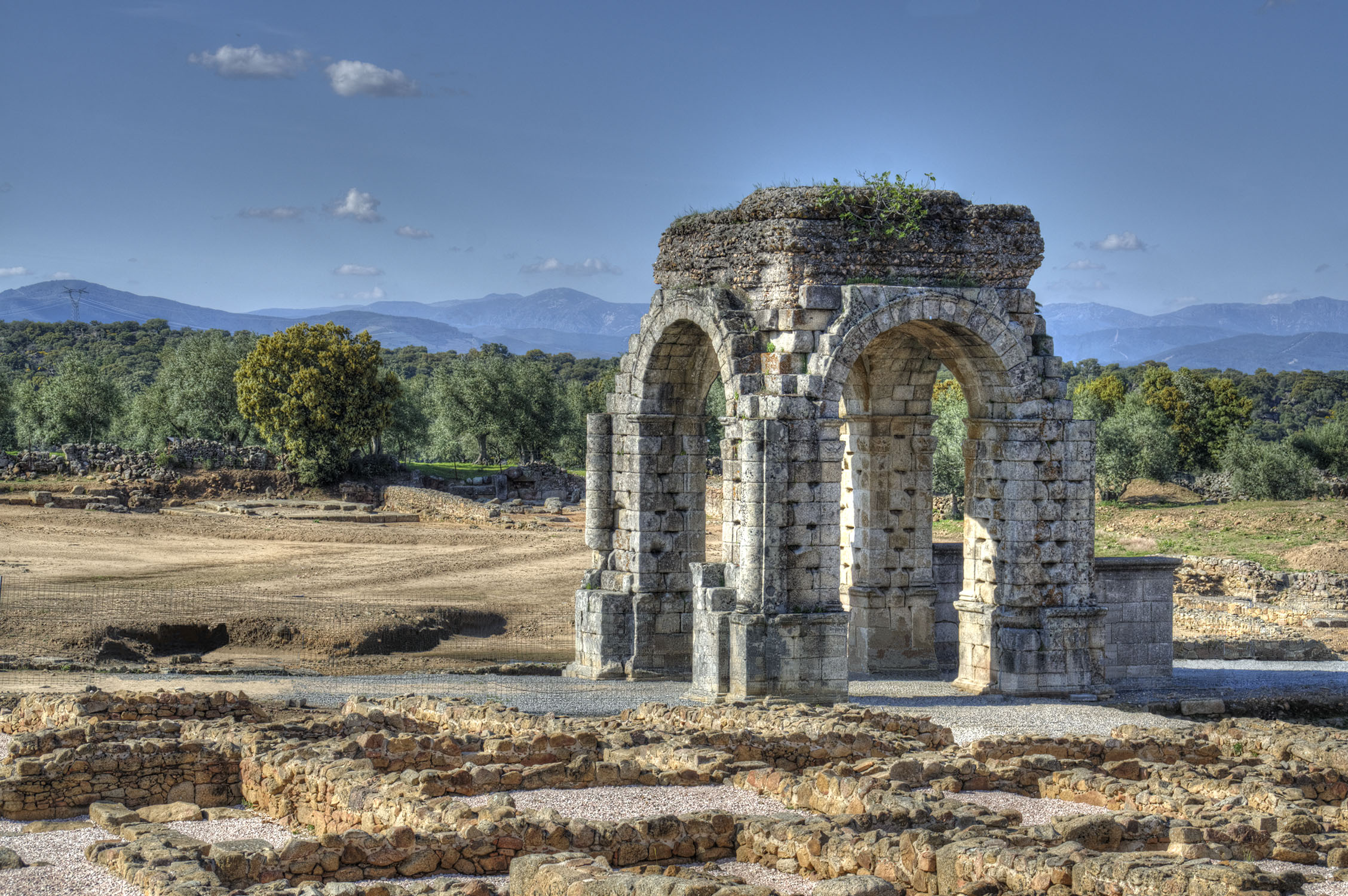
Ruinen von Cáparra